# TousAntiCovid
TousAntiCovid est une application mobile de recherche des contacts déployée dans le cadre de la pandémie de Covid-19 en France et destinée initialement à avertir d'une éventuelle transmission avec une personne infectée. L'application utilise le Bluetooth à basse consommation des téléphones portables compatibles pour identifier les contacts. Le projet est lancé par le gouvernement français et piloté par l'équipe Privatics de l'Institut national de recherche en informatique et en automatique (Inria).
L’application StopCovid est disponible depuis le 2 juin 2020, elle devient TousAntiCovid, avec de nouvelles fonctionnalités le 22 octobre 2020. À compter du printemps 2021, elle permet l'enregistrement du passe sanitaire français, qui permet d'accéder aux établissements recevant du public, aux lieux culturels, aux rassemblements intérieurs et aux transports inter-régionaux.
L'application compte plusieurs dizaines de millions de téléchargements. Elle était en 2021 l'application la plus téléchargée en France.
Le projet initial a fait l'objet d'oppositions au principe d'une recherche des contacts qui faisait craindre une absence de contrôle médical, de questions sur l'utilisation des données collectées et de critiques sur la mise en œuvre et les risques qu'elle pourrait entraîner. 
En raison de la fin de la crise covid, l'application «se met en pause» selon le site officiel, à l'été 2023, selon une annonce six mois plus tôt. 

## Historique

### Contexte
Dans le cadre de l’épidémie de Covid-19, la Corée du Sud, la Chine et Singapour déploient des applications mobiles de recherche des contacts dès les mois de février et mars 2020 en complément de leurs stratégies sanitaires. 
En France, dans un premier temps, à la fin mars 2020, le secrétariat d'État au numérique indique ne pas travailler à un projet de traçage. Christophe Castaner, le ministre de l'Intérieur, le justifie ainsi : « ce n’est pas dans la culture française. »

### StopCovid: recherche de contacts
La préparation de la sortie du confinement à partir du 11 mai 2020 mène à des réflexions sur les moyens d'endiguer une possible nouvelle flambée de l'épidémie. La recherche des contacts est souvent dépeinte comme une mesure indispensable et selon Jean-François Delfraissy, président du conseil scientifique Covid-19, il faudrait employer 30 000 personnes à cette tâche. Cette main-d'œuvre aurait pour travail d'informer, de proposer des solutions de confinement adaptées et d'enquêter sur les contacts de la personne. Une application mobile ne serait qu'une assistance aux enquêtes. La même opinion est exprimée par le Conseil national du numérique dans son rapport du 24 avril 2020, qui indique que « les applications de type StopCovid ne sont qu'une partie de la réponse sanitaire dont l'efficacité dépendra sûrement plus des mesures de distanciation physique et de la mise à disposition de tests ». L'idée d'accorder des exceptions de confinement supplémentaires aux personnes ayant installé l'application dans leur téléphone est par ailleurs vite écartée.
L’application est annoncée le 8 avril.
- 18 au 21 mai : tests en conditions réelles[9] ;
- 22 mai : deuxième phase de mise à disposition d'une partie de la documentation et des codes sources[9] ;
- 25 mai : présentation de l'application, Édouard Philippe répond dans une lettre aux questions des sénateurs[9],[10],[11].

Le Parlement approuve l'application via des déclarations votées par les deux chambres (Article 50-1 de la Constitution) le 27 mai 2020, et via la loi du 11 mai 2020 prorogeant l'état d'urgence sanitaire et complétant ses dispositions. L’application est créée en droit par un décret signé le 29 mai 2020, après avis de la CNIL.
- 2 juin : mise à disposition de l'application aux utilisateurs[17], accompagnée d'une campagne de promotion dans les journaux télé et radio ainsi que dans les transports en commun[18] ;
- 9 juin : l'application a été activée par 2 % de la population française[19] ;
- 23 juin : au bout de trois semaines de fonctionnement, l'application a permis d'avertir 14 personnes[20] ;
- 31 août : l'application a été téléchargée par 2,3 millions de personnes et a notifié 103 contacts à risques[21] ;
- 30 septembre l'application est activement utilisée par 2,2 millions d'utilisateurs et 6 512 codes QR signifiant la positivité au Covid-19 de l’utilisateur ont été scannés et 434 cas contacts notifiés[22].

StopCovid est abandonné sous sa forme initiale, en raison du nombre relativement faible de personnes qui l'ont installée (au 14 octobre 2020, à peine plus de 2,6 millions de fois depuis début juin 2020, soit bien moins que les applications britanniques et allemandes, téléchargées respectivement 16 et 18 millions de fois,). Lors de son intervention du 14 octobre 2020, Emmanuel Macron a expliqué que « ce n’était pas un échec mais ça n’a pas marché »,,,. Il annonce donc une refonte de l’application de traçage des malades du Covid-19. Cette nouvelle version, baptisée TousAntiCovid, est lancée le 22 octobre 2020.

### TousAntiCovid
- 22 octobre : l'application est mise à jour et rebaptisée TousAntiCovid[27]  ;
- 30 novembre : l'application TousAntiCovid a été installée par 10 millions de personnes en un mois. Elle continue de s'enrichir, avec par exemple une information sur l'évolution de la situation épidémique au niveau local en plus de national et permet en outre de générer directement une attestation de déplacement dérogatoire[28].

Plusieurs sous-versions sont publiées : de la version 2.0.1 au 21 octobre 2020 à la version 2.5 au 20 avril 2021.

### Passe sanitaire
Au printemps 2021, de nouvelles fonctionnalités apparaissent dans l’application : le stockage des certificats de tests (19 avril), les attestations de vaccination (3 mai) et le carnet de rappel « TousAntiCovid Signal » (9 juin). L’application atteint les 20 millions d'activation le 21 juin et les 30 millions le 18 août.

## Fonctionnalités
L’application a plusieurs fonctionnalités :
1. « TousAntiCovid Bluetooth » : la détection de contacts à risque, permettant aussi de se déclarer positifs pour avertir les contacts à risque,
2. « TousAntiCovid Carnet » : avec les certificats de test et de vaccination, utilisé pour le passe sanitaire,
3. « TousAntiCovid Signal » : le cahier de rappel, pour être alerté en cas d’exposition dans un lieu,
4. les attestations pour confinement et couvre-feu,
5. l’affichage de données chiffrées mises à jour quotidiennement,
6. l’affichage de recommandations en cas de contact à risque détecté.

### Enregistrement et contrôle du passe sanitaire

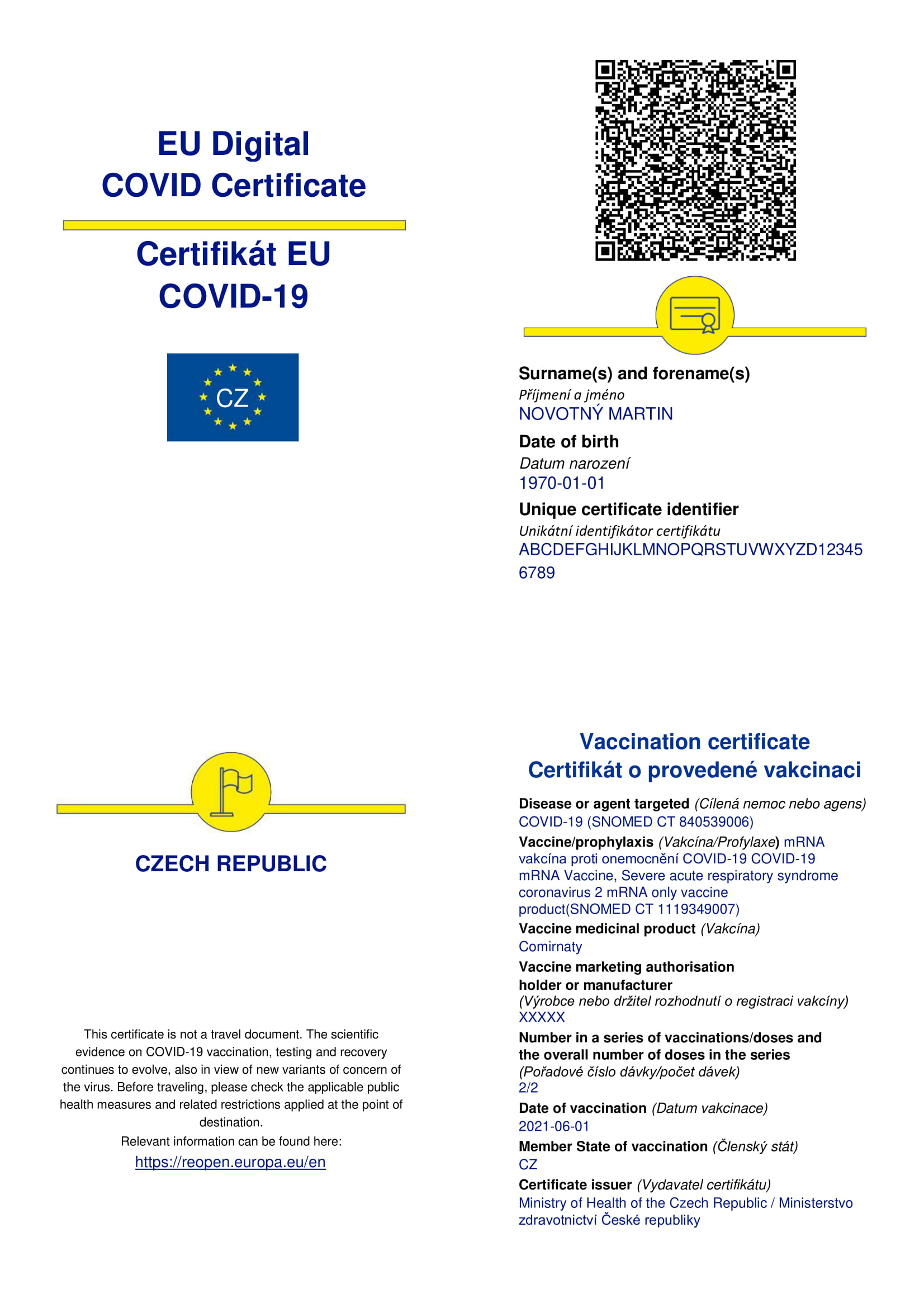
Certificat Covid au format papier selon le modèle européen

Début 2021, il y a une recrudescence de circulation de faux certificats de tests PCR. En effet, les documents PDF remis par les laboratoires d'analyse étaient faciles à falsifier, tant en France qu'en Allemagne,. Ceci n'est plus possible avec un document muni d'un code QR adéquat. C'est l'une des raisons qui a conduit l'Union européenne à concevoir un modèle sécurisé de passe sanitaire européen — baptisé certificat covid numérique ou certificat vert ou Digital Green Certificate — pour permettre de passer librement d'un pays à l'autre et de vérifier le risque sanitaire des ressortissants en différents endroits des territoires (restaurants, théâtres, événements sportifs, etc.) en vue de limiter la circulation du virus. Ce certificat européen doit permettre de passer plus facilement toutes les frontières européennes à partir de fin juin 2021.

#### Fonctionnement en France
À l'origine la France a utilisé un code 2D-Doc mais le système européen utilise finalement le code QR standard en vigueur au premier juillet 2021.

##### Principe
Grâce à un code 2D-Doc (un format de code 2D, dérivé de Datamatrix) qui atteste de la vaccination, d'un test PCR ou antigénique négatif ou d'une guérison de la maladie COVID-19, une personne peut certifier de son état sanitaire lors de la traversée des frontières ou lors de l'accès à des grandes manifestations de plus de 1 000 personnes.
Le passe sanitaire peut être disponible sur format papier, mais en pratique la détention de la preuve sur l'appli TousAntiCovid est facile à obtenir. En outre, l'application permet de ne donner aux inspecteurs que l'information dont ils ont strictement besoin, plutôt qu'une information détaillée de la santé du patient à condition que le passe sanitaire soit vérifié par l'application officielle TousAntiCovid Verif,.

##### Obtention du 2D-Doc
Le code 2D-Doc est obtenu par une lecture d'un code QR par l'application TousAntiCovid. Le 2D-Doc doit être lu par un lecteur spécialisé, capable de vérifier la signature officielle.
Après une vaccination ou un test sanitaire, le code QR est délivré par l'autorité compétente.
Pour les personnes vaccinées avant la mise en place du dispositif, le code QR peut être obtenu à partir du 29 mai 2021 sur le site attestation-vaccin.ameli.fr,.

##### Vérification
À partir du 9 juin 2021, la vérification de la validité du document s'effectue avec une application spécifique, TousAntiCovid verif :
- pour les événements importants sur le territoire national français, les organisateurs ont accès au nom, prénom et date de naissance de la personne, et à une couleur verte (autorisation) ou rouge ;
- pour le passage des frontières, les contrôleurs ont en outre accès aux informations suivantes :
  - type de certificat et résultat éventuel (test PCR ou antigénique ou vaccination première et seconde dose),
  - type de vaccin le cas échéant,
  - date et heure du certificat.

En effet, ces informations sont prévues par des accords européens, et les compagnies aériennes ont l'obligation de les fournir aux autorités compétentes.

#### Limitations concernant l'usage du passe sanitaire

##### Protection de l'usage par signatures électroniques
L'Europe a prévu de disposer d'un centre de validation des signatures électroniques, qui permet aux seules personnes habilitées de lire les informations qui les concernent. Les données personnelles du propriétaire du certificat ne sont pas stockées sur le serveur. Après que plusieurs développeurs aient fait de la rétro-ingénierie constatant que les informations inscrites dans le code barre 2D-Doc passent en clair par des serveurs américains dont ceux du CDN Akamai Technologies, l'application est modifiée pour que les certificats publics soient stockés sur le téléphone, rendant inutile le transfert du 2D-DOC sur internet.

##### Durée de validité des passes sanitaires
La durée de vie de l'application est liée à la durée de la pandémie.
La durée de validité des certificats vaccinaux peut être modulée. Elle est actuellement de 12 mois[réf. nécessaire].
Les informations sur une guérison de la COVID-19 antérieure sont valides et conservées jusqu'à 6 mois après un test positif.

### Détection des contacts à risque
Le principe du traçage par une application mobile, telle TousAntiCovid, est d'alerter les personnes ayant été en contact à faible distance et pendant un certain temps avec un individu testé positif au virus (SARS-CoV-2), peut-être asymptomatique, puis de leur proposer une conduite à tenir,,,, généralement une mesure de confinement. 
TousAntiCovid vise à suppléer les enquêtes de recherches des contacts lorsqu'elles sont impossibles à mener pour les contacts anonymes rencontrés au cours des déplacements (transports en commun, magasins, lieux de rassemblement, etc.). Dans ces derniers cas, la recherche des contacts par TousAntiCovid est automatisée et les alertes en cascade reconstituent l'arbre des contaminations. 
Le bénéfice attendu est ainsi de réduire la propagation de l'infection en ciblant la population à dépister,,. La rapidité de réaction est un élément clé pour enrayer la diffusion de la maladie. 

#### Fonctionnement
Pour TousAntiCovid, un contact se définit comme la présence de deux smartphones à une distance inférieure ou égale à un mètre pendant 5 minutes, ou bien comprise entre un et deux mètres pendant 15 minutes. Un identifiant est un code alphanumérique anonyme attaché à chaque smartphone sur lequel a été installée l'application. Un pseudonyme est l'identifiant chiffré et renouvelé toutes les 15 minutes. 
L'application doit :
1. détecter les smartphones proches équipés de l'application TousAntiCovid, puis déterminer parmi ces smartphones proches si un contact a eu lieu. Si oui, enregistrer les deux pseudonymes du contact sur le smartphone ;
2. permettre à l'utilisateur qui serait diagnostiqué porteur du virus provoquant la Covid-19 d'envoyer à un serveur la liste des pseudonymes avec qui il a été en contact[51] ;
3. consulter régulièrement et automatiquement le serveur pour voir si l'un de ses propres pseudonymes de contact y figure, ce qui signifie que l'on a été en contact avec un utilisateur qui s'est déclaré atteint par la Covid.

Aucune donnée nominative de l'utilisateur ou de ses correspondants n'est accessible à l'application.

##### Enregistrement des contacts entre personnes
L'application identifie tous les smartphones équipés de l'application en émettant en permanence par le Bluetooth à basse consommation, mais aucune géolocalisation n'est effectuée,,. Une difficulté concerne les iPhones qui donnent l'accès au Bluetooth alors qu'ils sont en veille qu'aux applications agréées (TousAntiCovid ne l'est pas), rendant toute scrutation inopérante.
L'application doit déterminer quand la détection d'un autre smartphone peut être considérée comme un contact. L'évaluation de la distance est basée sur la mesure de la puissance (RSSI) du signal Bluetooth,. Cette technique présente des problèmes de fiabilité de la mesure suivant le contexte. Une autre technique serait les ultra-sons via le haut-parleur et le microphone. Dans tous les cas la distance évaluée est celle entre les appareils et non celle entre les personnes elles-mêmes.
Quand la durée d'un contact avec un autre équipement est conforme à la distance et à la durée définie par le cahier des charges, un pseudonyme chiffré avec l'algorithme Skinny-64/192 est échangé puis renouvelé chaque 15 minutes,,. Chaque équipement conserve la liste des pseudonymes, incluant la durée et la distance de la rencontre, dans une limite de 14 jours.
En cas de désinstallation de l'application, toutes les données qui ont été enregistrées au cours des contacts sont supprimées.

##### Signalement par la personne contaminée
En cas de contamination, l'utilisateur recevra de son médecin ou de son laboratoire un certificat numérique, éventuellement scanné sous forme de code QR, indépendant de la personne ou du test. L'utilisateur peut alors décider de communiquer la liste des pseudonymes enregistrés sur son smartphone au cours des 14 jours précédents vers un serveur. Le certificat numérique fourni par le « tiers de santé » a pour but d'empêcher les déclarations malveillantes,.

##### Information des personnes ayant été en contact
L'information de chaque utilisateur est gérée par l'application de son smartphone, qui va périodiquement se connecter au serveur pour voir si ce dernier ne contient pas l'un des propres pseudonymes de l'utilisateur, enregistrés à l'occasion d'un contact avec une personne qui s'est ultérieurement signalée atteinte par la Covid. Si c'est le cas, l'application donne à l'utilisateur des recommandations sur la conduite à tenir et lui demande de s'isoler et de contacter son médecin qui prescrira un test,. S'il est lui-même diagnostiqué porteur du virus, il pourra à son tour, s'il le souhaite, donner sa liste des pseudonymes de contacts au serveur, ce qui permet de propager l'information le long des chaînes de contamination.
A compter du 9 juin 2021, une nouvelle fonctionnalité baptisée « Signal » permet d'alerter automatiquement en cas de contact prolongé (2 heures) avec un porteur du coronavirus. L'utilisateur scannera un code QR à l'entrée d'un restaurant ou autre lieu qui affichera le code, et recevra automatiquement une notification orange en cas de contact.

#### Contraintes

##### Techniques
La grosse difficulté dans ce genre d'application est d'évaluer un risque de contamination en ayant, pour seules informations, la distance entre deux personnes et sa durée. En effet, on peut être contaminé par le virus en juste 10 secondes et ne pas l'être en plus de 15 minutes. Par exemple, une discussion entre deux personnes face à face est vraisemblablement bien plus risquée que pour deux personnes assises dos à dos dans le métro. L'application TousAntiCovid ne peut, du moins à ce jour, aucunement faire la différence entre ces types de situations. 

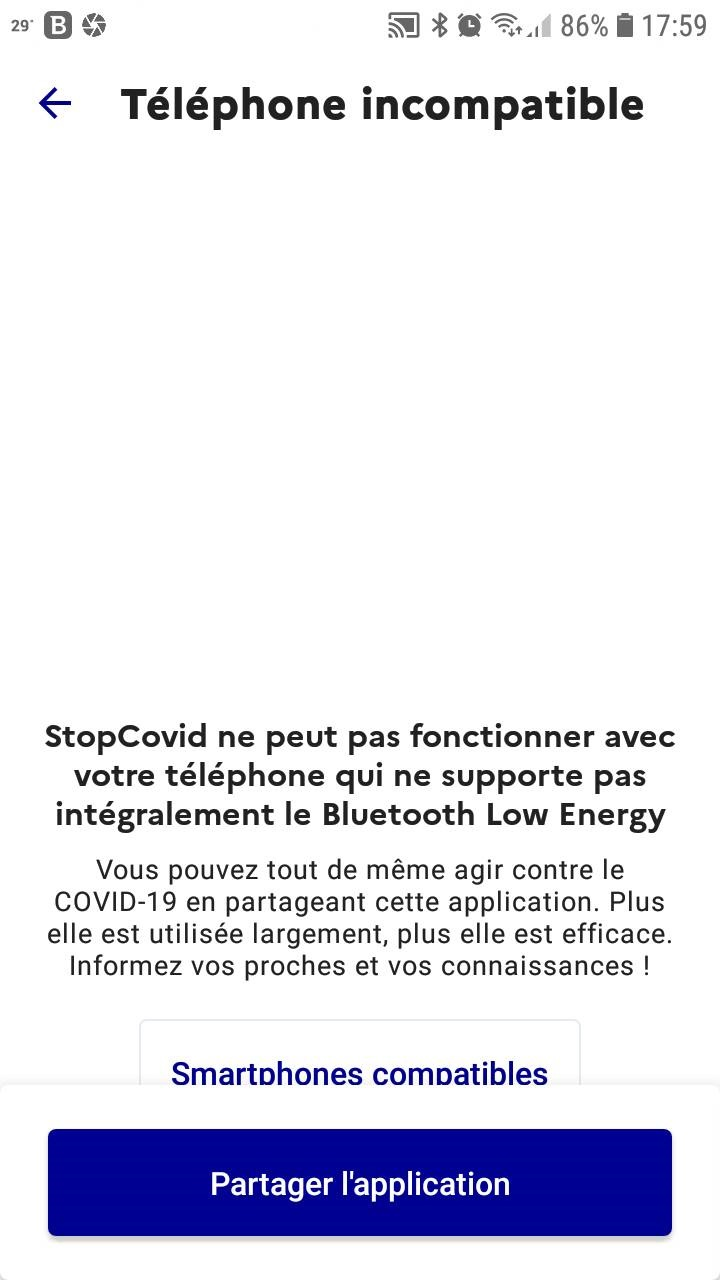
Message d'erreur lors du lancement de l'application StopCovid France sur un téléphone qui ne supporte pas intégralement le BLE

Une fonction essentielle de l'application mobile est de mesurer la distance entre deux utilisateurs pour identifier un contact. Or aucun capteur intégré aux smartphones n'est conçu pour effectuer une telle mesure. La solution retenue par l'équipe du projet TousAntiCovid, comme de nombreuses autres applications du même type, est d'utiliser le Bluetooth à basse consommation pour déduire cette distance. La société CopSonic propose d'utiliser les ultra-sons via le haut-parleur et le microphone.
L'Interopérabilité entre les applications développées par les membres de l'Union européenne se base sur les échanges de clés avec la passerelle d'interopérabilité de l'UE, mais TousAntiCovid utilise un protocole actuellement incompatible. La passerelle est effective depuis octobre 2020, et sert 19 pays en octobre 2021. 
L'application doit être compatible avec les smartphones du marché et le maximum de systèmes d'exploitation, dont Android et iOS. Pour iOS, la spécificité du fonctionnement du Bluetooth sur les iPhone fait que l'application Stopcovid doit être au premier plan, rendant pendant ce temps l'utilisation impossible d'autres applications. TousAntiCovid est, notamment, incompatible avec les versions antérieures à iOS 11.4 apparu en 2017. Le Gouvernement français a fait une demande à Apple de modification de son Bluetooth, mais qui est restée sans suite. De plus l'application nécessite que le smartphone soit équipé du Bluetooth basse consommation.

##### Juridiques
Le 16 avril 2020, la Commission européenne publie un communiqué de presse sur « une boîte à outils commune au niveau de l'UE en vue de l'utilisation d'applications mobiles de traçage des contacts et d'alerte ».
Le 21 avril 2020, le Comité européen de la protection des données (CEPD) publie des lignes directrices sur l'utilisation des données de localisation et les outils de suivi de contacts dans le contexte de l'épidémie de Covid-19. Le CEPD y propose un certain nombre d'éléments permettant d'apprécier la licéité d'un traitement numérique de suivi de contacts au regard du règlement général sur la protection des données (RGPD) et de la directive « ePrivacy ». Il fournit également une annexe technique décrivant les caractéristiques impératives et souhaitables qu'une telle application devrait posséder.
Saisie par le Gouvernement pour rendre un avis sur le principe du projet StopCovid, la Commission nationale de l'informatique et des libertés (CNIL) se prononce le 24 avril 2020. Dans son avis, elle affine les arguments présentés par le CEPD et considère qu'une telle application ne pourrait être conforme au RGPD qu'à certaines conditions — utilité du traitement, usage temporaire, stockage limité des informations —, pour lesquelles la CNIL demande des « garanties supplémentaires ». Elle indique également son souhait d'être saisie à nouveau lorsque le traitement sera formalisé et avant sa mise en œuvre effective. Le 26 mai 2020, la CNIL « rend son avis sur les conditions de mise en œuvre » de l'application. Elle est satisfaite par la prise en compte de certaines de ces remarques dans le précédent avis de 24 avril, en particulier sur les « conséquences juridiques défavorables au fait de ne pas avoir téléchargé l’application et qu’aucun droit spécifique ne sera réservé aux personnes qui l’utiliseront »,. 
Après la publication de l'application, un contrôle de la CNIL identifie plusieurs irrégularités vis-à-vis de la Loi informatique et libertés de 1978 et du RGPD, et met en demeure le ministère des Solidarités et de la Santé de les corriger.

##### De diffusion
L'installation de l'application se fait sur le principe du volontariat mais sa diffusion se heurte au 80 % de taux d'équipement en smartphones. Chez les personnes âgées de plus de 70 ans, le taux d’équipement n'est que de 44 %,. Aussi, afin d’accroître la diffusion pour ce public, un boîtier simple d’usage est prévu.
49 % des Français sont prêts à l'installer l'application, selon une enquête Harris Interactive pour l'Observatoire Data Publica publiée le 14 mai 2020. Cédric O, déclare « qu'avec 10 % environ d'utilisateur sur un bassin de population, StopCovid est pertinente », alors que l'expérience islandaise montre qu'avec 38 % de la population l'ayant téléchargée, l'application apporte certes une aide à la recherche des contacts mais son effet reste faible.

##### Manque d'expérience
Le manque d'expérience sur ce type d'application et de connaissances sur la Covid-19, nécessite l'adaptation du calcul des risques et des déclenchements des notifications aux contacts par l'autorité sanitaire,[Quoi ?].

### Données épidémiologiques
L'application TousAntiCovid fournit aussi aux utilisateurs des données épidémiologiques, nationales ou départementales, régulièrement actualisées : nombres de nouveaux cas déclarés, taux d'occupation des lits de réanimation, nombre de patients en réanimation, taux d'indicence, nombre de reproduction R0 de l'épidémie, taux de posivitivité parmi les tests effectués, nombre de personnes ayant installé l'application TousAntiCovid, nombre de personnes qui se sont déclarées cas Covid dans l'application, nombre de personnes ayant reçu une notification de l'application les alertant qu'elles ont été cas contact.

## Projet

Ancien logo de l'application (du 2 juin 2020 au 22 octobre 2020).

### Gouvernance
Au gouvernement, Cédric O, secrétaire d'État chargé du Numérique, est responsable du dossier. Des débats et un vote devaient se tenir à l’Assemblée nationale le 28 avril et au Sénat le 29 avril 2020, mais le gouvernement d’Édouard Philippe fait le choix d'un débat et d'un vote postérieur, le 5 mai, portant sur l'ensemble du plan de déconfinement. Cette modification du calendrier est critiquée par l'opposition comme par une partie de la majorité. Le député LREM Guillaume Chiche indique : « ce temps démocratique est annulé. Ceux qui souhaitaient marquer leurs oppositions sur ce sujet (et non sur la stratégie globale de déconfinement) ne pourront pas le faire. C’est une aberration et un véritable biais démocratique ». Un comité de suivi serait mis en place, composé d'organisations non gouvernementales, de professionnels du droit et du numérique, et de parlementaires.
La Commission nationale de l'informatique et des libertés (CNIL) éclaire les politiques en donnant son avis sur l'application au cours du projet et un avis définitif avant son déploiement. Le 26 avril, la CNIL rend un premier avis public qui « donne un satisfecit global au projet du gouvernement, tout en soulignant les garanties qu’il attend en matière de protection des données ». Le 5 mai, la commission des Lois de l'Assemblée nationale auditionne la présidente de la CNIL, Marie-Laure Denis, qui indique que « le risque de sur-collecte des données est réel, et qu'il faudra veiller à respecter le principe de minimisation des données collectées » au regard des finalités.

### Organismes impliqués
La direction interministérielle du numérique est d'abord impliquée dans le projet mais, en raison d'un désaccord sur le choix du protocole d'identification des contacts, elle est écartée au profit de l'Inria, auquel s'adjoint un consortium d'acteurs privés,. L'Agence nationale de la sécurité des systèmes d'information (Anssi) intervient au niveau de la cybersécurité, Capgemini pour l'architecture, Dassault Systèmes en tant que prestataire de services d'informatique en nuage, l'Inserm pour les modèles de santé, l'entreprise basée à Chambéry Lunabee Studio pour la partie développement de l'application mobile, Orange pour sa diffusion et les discussions avec Apple, Santé Publique France pour la stratégie de suivi de contact et Withings pour le développement d'objets connectés. Cédric O mentionne aussi l'Institut Pasteur. Par ailleurs, d'autres sociétés se sont associées au projet : AADISS, Accenture France, Atos, BforCure, Bloom, Coalition Networks, Sia Partners, Sopra Steria, Thales, Nodle, ainsi que des sociétés travaillant sur le développement de tests rapides, Enalees, Bertin Technologies, CopSonic pour la partie intégration d'ultrasons, C4 Diagnostics, Intersec, Lifen, NamR et Semeia, Stim,,,,. L'équipe projet est formée d'une centaine de personnes.
Une autorité de santé est responsable des serveurs centraux hébergés en France par Outscale sur une infrastructure qualifiée SecNumCloud par l’ANSSI ,,.
Dans une question écrite Philippe Latombe demande à Cédric O la levée de l'anonymat des développeurs bénévoles du projet. Le secrétaire d'état répond le 19 mai en communiquant les noms des organisations participant au projet et quelques personnes travaillant à titre individuel,.
Tous les droits de propriété intellectuelle reviendront à l’État uniquement.
La licence des applications Android et iOS  bascule le 1er juin 2020 en licence « Mozilla Public License Version 2.0 » conformément aux autres parties du projet, soit un jour avant le déploiement officiel annoncé au grand public.

### Développement et validation
Le développement de l'application est piloté à l'Inria. Le 9 mai, Cédric O annonce que le code source sera progressivement rendu public sur le dépôt GitLab de l'Inria à partir du 12 mai. Mais le code publié le 12 mai se limite au protocole ROBERT côté application et rend les observateurs suspicieux sur la transparence promise,. Le code a été ensuite publié par étapes, jusqu'au 26 mai.
Un comité de mainteneurs valide les contributions des acteurs externes au projet. En fonction des évaluations sur l’efficacité de l'application, des corrections seront apportées à celle-ci.
D'après Cédric O, les tests en conditions réelles débutent la semaine du 11 mai 2020. Le 9 mai, il annonce que la phase de « test en laboratoire » est suivie d'une phase de « tests terrain » réalisée par des militaires,. Les tests de terrain sont réalisés en trois jours par 60 militaires équipés de plus de 100 modèles de smartphones, dans des conditions types d'utilisation en dehors du domicile (rue, métro, bus, supermarché, stade), à l'oreille ou dans la poche,,. Ils permettent d'affiner les algorithmes.
Le 27 mai 2020, un audit de type bug bounty est lancé sur la plateforme YesWeHack pour vérifier la robustesse de l'application,.

## Accueil du projet StopCovid en 2020

### Risques

#### Libertés publiques
Lors de son lancement, StopCovid a fait l'objet de polémiques quant au respect des libertés publiques,. Dans une tribune publiée le 25 avril 2020 dans le quotidien Le Monde, le sociologue Antonio Casilli, le mathématicien Paul-Olivier Dehaye et l'avocat Jean-Baptiste Soufron s'inquiètent du fait que les données collectées, même anonymisées, puissent être croisées avec d'autres sources. Ils plaident pour le renoncement à l'application StopCovid, décrite comme « un projet désastreux piloté par des apprentis sorciers ». La tribune fait notamment l'analogie entre StopCovid et l'affaire Facebook-Cambridge Analytica. Jean-Baptiste Soufron s'était déjà exprimé le 19 avril dans Libération, estimant que l'application correspondrait d'abord à une mesure privative de liberté, voire à la généralisation du bracelet électronique.
Il a été également envisagé que l'utilisation de l'application puisse être détournée à d'autres fins, avec des risques possibles de stigmatisation. À l'inverse, un employeur ne peut imposer à un de ses salariés l'utilisation de l'application ni l'exclure en cas de refus,.

#### Faux positifs et faux négatifs
L'application TousAntiCovid utilise le Bluetooth pour identifier les contacts, et cette technologie comporte une certaine incertitude sur la distance mesurée. Cela peut entraîner deux types d'erreurs de notifications de contacts :
- enregistrement des identifiants de personnes considérées comme ayant été en contact, alors qu'elles ne l'ont pas été (faux positifs) ;
- non-enregistrement des identifiants de personnes considérées comme n'ayant pas été en contact, alors qu'elles l'ont été (faux négatifs[80]).

Les faux positifs peuvent se produire si l'application sous-estime la distance entre deux personnes. Ils se produisent également lorsque les deux personnes sont proches l'une de l'autre mais séparées par une paroi. Elles seront considérées à tort comme ayant été en contact. Un groupe d'experts en protection des données s’interrogent sur les conséquences de tels faux positifs. En effet, toute personne informée par TousAntiCovid qu'elle a été en contact avec une personne infectée pourrait être invitée à se confiner quelques jours jusqu'à ce qu'un test de dépistage soit effectué. 
Inversement, un faux négatif peut se produire si l'application surestime les distances entre deux personnes. Il se produit également quand un contact a eu lieu, mais n'est pas pris en compte par l'application, par exemple si une personne a toussé sur une autre alors que le contact entre elles a été inférieur au temps nécessaire pour que TousAntiCovid l'enregistre. Interviewé, Cedric O précise que selon les tests réalisés sur dix-sept marques et une centaine de modèles de smartphones, StopCovid « détecte 75 à 80% des personnes à proximité dans un rayon d’un mètre et pendant plus de quinze minutes. »,. Un faux négatif n'apporte pas plus d'inconvénient que l'absence d'utilisation de l'application.

#### Déclenchement de fausses alertes
La crainte a été émise qu'un utilisateur sain malfaisant puisse se déclarer positif,. Pour éviter ce risque, la déclaration nécessite la fourniture d’un code à usage unique remis par un professionnel de santé attestant un diagnostic clinique, ou un dépistage, positif à la COVID-19.

### Critiques

#### Questionnement sur l'utilité
En théorie, le traçage avec une application telle TousAntiCovid est plus rapide qu'une enquête traditionnelle mais le manque de retours d'expériences ne permet pas de conclure,, malgré le fait que de telles applications ont été mises en place dans plusieurs pays. Ainsi, l'expérience de l'application australienne COVIDSafe (en), comparable à TousAntiCovid, montre une efficacité marginale : en six mois d'utilisation, moins de vingt personnes atteintes ont été détectées par l'application seule, sans l'avoir été par les enquêtes de recherche des contacts. En France, après cinq mois d'utilisation et peu avant sa mise à jour en TousAntiCovid, 3,5 % de la population a installé l'application initiale StopCovid, environ 8 000 personnes ont communiqué un résultat positif et un peu moins de 500 de leurs contacts ont été alertés. Sa mise à jour TousAntiCovid a eu plus de succès puisqu'elle a été téléchargée par 10 millions de personnes en un mois. En mai 2021, elle était utilisée par 16 millions de personnes, dont 300 000 s'étaient déclarés positifs.
Le 14 avril 2020, l'association La Quadrature du Net critique StopCovid, argumentant que l'application serait « dangereuse pour nos libertés » et qu'elle « pourrait même aggraver la situation sanitaire ». Son utilisation sera « trop faible » parmi la population pour garantir des résultats satisfaisants et « seulement 77% de la population française a un smartphone et [que] cette proportion baisse à 44% pour les personnes de plus de 70 ans, alors qu’elles sont parmi les plus vulnérables ». De plus, pour La Quadrature du net, l'application induirait un « faux sentiment de sécurité sanitaire » et pourrait « inciter à réduire les gestes barrières ». 
Dans un premier avis du 26 avril 2020, la Commission nationale de l'informatique et des libertés (CNIL) estime quant à elle que le dispositif est « conforme au Règlement général sur la protection des données (RGPD) si certaines conditions sont respectées ». Cependant, elle « appelle [..] à la vigilance et souligne que l'application ne peut être déployée que si son utilité est suffisamment avérée et si elle est intégrée dans une stratégie sanitaire globale ». Dans un second avis du 26 mai 2020, la CNIL estime que « ses principales recommandations, formulées dans son avis du 24 avril [...] ont été suivies. Elles concernent notamment la responsabilité du traitement confiée au ministère chargé de la politique sanitaire, l’absence de conséquence juridique négative attachée au choix de ne pas recourir à l’application, ou encore la mise en œuvre de certaines mesures techniques de sécurité. [...] Néanmoins, la CNIL estime que l’utilité réelle du dispositif devra être plus précisément étudiée après son lancement. La durée de mise en œuvre du dispositif devra être conditionnée aux résultats de cette évaluation régulière ».

#### Protocole centralisé vs décentralisé
En France, l'application TousAntiCovid est dite centralisée : chaque smartphone contacte un serveur où sont stockées les données de contacts des personnes déclarées infectées et envoie ses contacts ; le serveur détermine si l'un des contacts reçu correspond à une personne infectée. C'est une variante du protocole PEPP-PT (en), prôné par un consortium scientifique européen. 
Le 19 avril 2020, 300 scientifiques et chercheurs publient un texte pour prendre leurs distances avec ce protocole :  un gouvernement mal intentionné pourrait l'utiliser pour pister les liens sociaux d'une personne ou d'un groupe de personnes. Ce risque pourrait susciter la méfiance des citoyens dans une telle application et saper son efficacité. Peu après la publication du texte, l'Allemagne et plusieurs pays européens, renoncent à ce protocole pour adopter celui dit décentralisé, le DP-3T (en),. 
Dans ce dernier protocole, chaque smartphone disposant de l'application décentralisée (Corona-Warn-App en Allemagne) télécharge depuis un serveur les données de contact de toutes les personnes qui se sont déclarées infectées, et c'est le smartphone qui détermine si l'une des données de contact téléchargées coïncide avec une des données de contact du smartphone,. Cependant, ce système possède également des risques. En effet, dans le système décentralisé, c’est l’ensemble de la population qui est destinataire des données de contact des personnes infectées récoltées par le système et des personnes malintentionnées pourraient être en mesure de lever l'anonymat de personnes infectées,,,  contrairement au système centralisé où seul le serveur en est le destinataire. 
La différence de fonctionnement entre système centralisé et système décentralisé rend incompatible une utilisation commune des applications de détection de contacts entre les divers pays de l'Union européenne.

#### Large collecte de données
Le  15 juin 2020 dans un article publié par Mediapart, le chercheur en cryptologie de l'Inria Gaëtan Leurent indique que les données collectées sont plus larges que prévu car l’application envoie au serveur toutes les données de contact que la personne a captées dans un périmètre de plusieurs mètres si elle se déclare positive et ce n'est qu'après que le serveur va filtrer les données correspondant à des contacts de plus de 15 minutes et moins d'un mètre,,, ceci en contradiction avec le décret et l’arrêté qui ont créé StopCovid. 
Une deuxième version de StopCovid, mise en service fin juin, remédie à ce problème, mais la CNIL a constaté plusieurs irrégularités. Cette deuxième version comportait en particulier encore certains manquements ponctuels concernant l'absence de demande de consentement des utilisateurs pour la collecte de données par Google reCaptcha (remplacé dans la version 1.1 par un logiciel Orange, mais encore utilisé par les utilisateurs de la première version), l'information des utilisateurs, le contrat de sous-traitance accordé à l'INRIA et certains traitements de données visant à sécuriser l'application, et fin juillet 2020, elle a mis le ministère des Solidarités et de la Santé en demeure d'y remédier,.
En août 2021, Johan D., Nils L. et Gaëtan Leurent publient une analyse de risque lié aux statistiques collectées par l'application qui montre que cette collecte viole les garanties de sécurité apportées par les protocoles ROBERT et Cléa. Ils rappellent aussi que l'anonymisation de l'adresse IP du téléphone, prévue par le protocole ROBERT, n'a toujours pas été mise en place à cette date.

#### Absence d'appel d'offres pour le marché de maintenance
En juin 2020, un article de l'Obs lance une polémique quant aux coûts du dispositif et à son attribution. Le coût d'exploitation de la maintenance et de l'hébergement de l'application serait facturé à l'État entre 200 000 et 300 000 euros par mois par la société Outscale, filiale de Dassault Systèmes, sur une base de dépense minimum de 180 000 euros, les dépenses complémentaires étant optionnelles. Bien que souffrant de contradictions évidentes - Outscale assurant uniquement l'hébergement, pour un montant estimé à 40 000 euros, là où les acteurs effectivement chargés de la maintenance (Cap Gemini, Lunabee) ne sont pas mentionnés -, la polémique prend. L'attribution du marché d'hébergement et de maintenance de l'application n’aurait été soumise à aucune procédure de passation de marché public pourtant obligatoire si les montants mis en avant se retrouvaient avérés. Aussi l'association Anticor, soupçonnant un délit de favoritisme, saisit le Parquet national financier le 10 juin 2020 de ce cas,.
En septembre 2020, le parquet national financier ouvre une enquête préliminaire à la suite de ce signalement de l'association Anticor,,,. Les avocats de l'association réfute l'argument de l'urgence sanitaire estimant que le gouvernement avait plusieurs mois entre le lancement du projet et son aboutissement pour lancer un appel d'offres. 
Dans une interview publiée le 25 mai 2021, Cédric O précise que l'application a coûté 9 millions d'euro « tout compris » de juin 2020 à mai 2021, ce qui est selon lui « très peu cher parce que les entreprises qui ont travaillé sur le développement l'ont fait gratuitement ». « L'application allemande, c'est 20 millions d'euros et 3 millions par mois, pour une efficacité similaire »

### Politique
Au sein de la majorité, tout au long du projet initial, les avis sont partagés sur l'intérêt de l'application.
Au niveau des collectivités locales, la commission Numérique commune aux Interconnectés, à l'assemblée des communautés de France et France urbaine soumet fin mai à Cédric O une feuille de route, demandant des « dispositions claires en matière de préservation de la vie privée, de souveraineté et de frugalité des données » et une clarification sur le parcours d'une personne porteuse de la Covid-19. La polémique sur l'application serait l'une des motivations pour certains membres de La République en marche de créer le nouveau groupe Écologie démocratie solidarité.
Fin juillet, une trentaine d'élus du Grand Est, inquiets d'un risque de recrudescence de l'épidémie, lancent un appel à la population pour l'inciter à utiliser StopCovid.
Le 24 septembre 2020 , lors de l'émission télévisée vous avez la parole, le premier ministre Jean Castex indique qu'il n'a pas téléchargé l'application StopCovid.  Interrogé par la journaliste Lea Salamé, le ministre de la Justice, Éric Dupond-Moretti et la ministre déléguée chargée de la Citoyenneté Marlène Schiappa indiquent que c'est également leurs cas tandis que les ministres de l'Intérieur, Gérald Darmanin, de la Transition écologique, Barbara Pompili et de la Santé, Olivier Véran prétendent l'avoir téléchargée.

### Fausses informations
Le 27 mai 2020, le service de vérification des faits du journal Libération Checknews signale qu'une information partagée sur Facebook selon laquelle l'application accède à la liste de contacts du téléphone gauche est fausse. Au début du mois de juin, Checknews et l'Agence France-Presse démentent un article prétendant que l'application est installée automatiquement sur les téléphones iPhone et Android,.

## Éléments techniques

### Architecture et protocole
L'architecture est sur le modèle client–serveur de type client lourd au travers d'internet via le protocole centralisé ROBERT (pour ROBust and privacy-presERving proximity Tracing, soit « Traçage de la proximité robuste et préservant la vie privée »), développé en commun par l'équipe PRIVATICS de l'Inria et Fraunhofer AISEC,,,. Le 18 mai 2020 dans une tribune dans Le Monde, deux directeurs de recherche de l'Inria proposent un protocole hybride Desire,,.
Le protocole ROBERT permet à une personne testée positive à la Covid-19 de transmettre des pseudonymes des identifiants des smartphones avec lesquels elle a été en contact à des serveurs centraux. Chaque smartphone doté de l'application interroge périodiquement ces serveurs centraux pour vérifier que l'un de ses pseudonymes  ne s'y trouve pas, ce qui signifierait que son propriétaire peut avoir été infecté.
Toutefois, l'implémentation incomplète du protocole ROBERT ne garantit pas l'anonymat des téléphones qui ont installé l'application. Par ailleurs, la collecte de statistiques qu'elle effectue affaiblit les garanties prévues par le protocole ROBERT.

### Chiffrement
Après une recommandation de l'Anssi, l'algorithme de chiffrement pour les identifiants des utilisateurs a été modifié afin d'utiliser le protocole Skinny-64/192 à la place de 3DES, ce dernier n'étant plus considéré comme sûr.

### Interface avec d'autres systèmes et applications
L'application s'interface avec le fichier / base de données « système d'information de dépistage populationnel » (SI-DEP)(=Cyberlab de la société Mips) et Pro Santé Connect « un fournisseur d’identité dédié à la santé »,,.
L'équipe du projet StopCovid déclare qu'il est « mené en liens étroits avec les équipes nationales développant des applications comparables en Allemagne, en Grande-Bretagne, en Italie, en Espagne ou encore en Norvège, sur la base d’approches comparables et garantissant l’interopérabilité ».

## Projets locaux et régionaux en France

### Alertanoo
À La Réunion, la Préfecture et le ministère des Outre-mer annoncent le 3 avril 2020 qu'ils co-financent le développement de l'application Alertanoo. Comme pour TousAntiCovid, une personne infectée a la possibilité d'envoyer la liste de ses contacts à un serveur au moyen d'un code fourni par le médecin, afin qu'ils puissent être alertés.

## Applications quasi-homonymes
Des applications au nom proche de celui de StopCovid sont disponibles sur Google Play et App Store :
- Stop Covid développée par le ministère du Travail, de la Santé et des Affaires sociales de Géorgie ;
- Stop Covid CAT pour la Généralité de Catalogne ;
- Stop Covid-19 KG par une entreprise kirghize[161],[74].

L'application française se trouve sans ambiguïté sous le nom TousAntiCovid France.